# Сонский сельсовет
Сонский сельсовет (Сонское сельское поселение) — сельское поселение в Боградском районе Хакасии.
Административный центр — село Сонское.

## История
Статус и границы сельского поселения установлены Законом Республики Хакасия от 7 октября 2004 года № 68 «Об утверждении границ муниципальных образований Боградского района и наделении их соответственно статусом муниципального района, сельского поселения»

## Население
| 2002 | 2010 | 2012 | 2013 | 2014 | 2015 | 2016 |
| ---- | ---- | ---- | ---- | ---- | ---- | ---- |
| 837  | ↘750 | ↘735 | ↘728 | ↘705 | →705 | ↘697 |
| 2017 | 2018 | 2019 | 2020 | 2021 |      |      |
| ↘693 | ↘682 | ↘674 | ↘663 | ↘459 |      |      |

## Состав сельского поселения
В состав сельского поселения входят 2 населённых пункта:
| № | Населённый пункт | Тип населённого пункта       | Население |
| - | ---------------- | ---------------------------- | --------- |
| 1 | Сонское          | село, административный центр | ↘740      |
| 2 | Туманное         | село                         | ↗10       |

### Упразднённые населённые пункты
Жарки — упразднённое в 2001 году село

## Местное самоуправление
Администрация
с. Сонское, Линейная, 2
Глава администрации
- Абросимов Николай Геннадьевич